# 細浦站
細浦車站（日语：／ Hosoura eki */?），位於日本岩手縣大船渡市末崎里，為東日本旅客鐵道（JR東日本）大船渡線BRT的車站，以往是大船渡線的鐵路車站。

## 車站構造
在2011年東日本大地震之前，是側式月台1面1線的地面車站，站舍位於月台下方。由盛站管理的簡易委託站，販賣常備券。
2013年起改建為BRT候車亭。

## 利用狀況
- 2009年度的旅運人數每日平均88人。

| 旅運人數變化 | 旅運人數變化     |
| 年度         | 一日平均使用人次 |
| ------------ | ---------------- |
| 2000         | 121              |
| 2001         | 102              |
| 2002         | 99               |
| 2003         | 101              |
| 2004         | 97               |
| 2005         | 91               |
| 2006         | 105              |
| 2007         | 101              |
| 2008         | 92               |
| 2009         | 88               |

## 歷史
- 1933年12月15日 - 設站[1]。
- 1983年3月10日 - 改為簡易站。

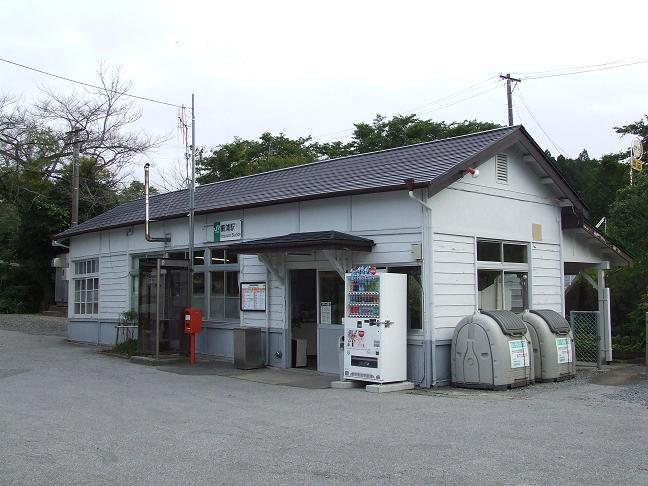
鐵路車站時期的站房（2008年8月1日攝）

- 1987年4月1日 - 日本國鐵分割民營化後成為JR東日本的車站。
- 2011年3月11日 - 因東北地方太平洋近海地震所引發的海嘯，本站遭到沖毀 。
- 2013年3月2日 - 變為BRT車站，不再以鐵路行走。
- 2020年4月1日 - 國土交通省核准大船渡線BRT區間的鐵路事業廢止申請，本站的鐵路車站在法律上正式廢止，而純為BRT巴士站[2][3]。

## 車站週邊
- 縣道38號大船渡廣田陸前高田線
- 縣道275號碁石海岸線
- 碁石海岸
- 國道45號
- 細浦郵局
- 細浦漁港

## 相鄰車站
東日本旅客鐵道
■大船渡線（BRT路段）
碁石海岸口－細浦－大船渡丸森
■大船渡線（鐵道運用時）
小友－細浦－下船渡

## 外部連結
- （日語）細浦車站 （JR東日本） （页面存档备份，存于）